# Nutbush
Nutbush is een plaats in Haywood County in de Amerikaanse staat Tennessee. Het is een gemeentevrij plattelandsgebied.

## Demografie
In het jaar 2000 woonden er 259 personen in Nutbush. Van deze 259 waren er 215 blank (83,01%), 42 zwart (16,22%) en 2 mensen van een andere etniciteit (0,77%). Op dat moment waren 190 personen 18 jaar of ouder (73,36).

## Tina Turner
Nutbush is vooral bekend als de plaats waar zangeres Tina Turner opgroeide, en waar ze het nummer Nutbush City Limits over schreef. Zij woonde hier de eerste zestien jaar van haar leven, totdat ze naar Saint Louis (Missouri) verhuisde.
In 2002 werd de Tennessee State Route 19 tussen Brownsville (Tennessee) en Nutbush officieel omgedoopt tot de "Tina Turner Highway".

## Woonachtig (geweest)
- Tina Turner (1939-2023), zangeres, geboren in het nabijgelegen Brownsville[1]